# George Frederick Sprague
George Frederick Sprague (Crete, Nebraska, 3 de setembro de 1902 – Eugene, Oregon, 24 de novembro de 1998) foi um geneticista de plantas estadunidense.
Foi eleito membro da Academia Nacional de Ciências dos Estados Unidos, eleito em 1968.
Recebeu o Prêmio Wolf de Agronomia de 1978, juntamente com John Charles Walker, "por sua pesquisa de destaque no melhoramento genético de milho para o bem-estar humano."